# Chionochloa
Chionochloa es un género de plantas herbáceas perteneciente a la familia de las poáceas. Es originario de Nueva Zelanda y sudeste de Australia.

## Descripción
Son planta herbáceas cespitosas que domina los pastizales de matorral de altura en las montañas de las islas volcánicas del norte y también se puede encontrar en las zonas en la mitad norte de la Isla Sur. Se encuentra por encima de la línea de árboles junto con otras especies.

## Etimología
El nombre deriva del griego chion (nieve) y chloe (césped joven), en referencia al nombre común en inglés de snowgrasses. 

## Citología
El número cromosómico básico del género es x = 6, con números cromosómicos somáticos de 2n = 42, 48, 72 y 96, ya que hay especies diploides y una serie poliploide.

## Especies
- Chionochloa acicularis Zotov
- Chionochloa antarctica (Hook. f.) Zotov
- Chionochloa archboldii (Hitchc.) Conert
- Chionochloa australis (Buchanan) Zotov
- Chionochloa beddiei Zotov
- Chionochloa bromoides (Hook. f.) Zotov
- Chionochloa cheesemanii (Hack. ex Cheeseman) Zotov
- Chionochloa conspicua (G. Forst.) Zotov
  -     - Chionochloa conspicua subsp. conspicua
    - Chionochloa conspicua subsp. cunninghamii (Hook. f.) Zotov
- Chionochloa crassiuscula (Kirk) Zotov
  -     - Chionochloa crassiuscula subsp. crassiuscula
    - Chionochloa crassiuscula subsp. directa Connor
    - Chionochloa crassiuscula subsp. torta Connor
- Chionochloa defracta Connor
- Chionochloa elata (Petrie) Connor
- Chionochloa flavescens Zotov
  -     - Chionochloa flavescens subsp. brevis Connor
    - Chionochloa flavescens subsp. flavescens
    - Chionochloa flavescens subsp. hirta Connor
    - Chionochloa flavescens subsp. lupeola Connor
- Chionochloa flavicans Zotov
- Chionochloa frigida (Vickery) Conert
- Chionochloa howensis S.W.L. Jacobs
- Chionochloa juncea Zotov
- Chionochloa lanea Connor
- Chionochloa macra Zotov
- Chionochloa oreophila (Petrie) Zotov
  - Chionochloa oreophila var. elata (Petrie) Zotov
- Chionochloa ovata (Buchanan) Zotov
- Chionochloa pallens Zotov
  -     - Chionochloa pallens subsp. cadens Connor
    - Chionochloa pallens subsp. pallens
    - Chionochloa pallens subsp. pilosa Connor
- Chionochloa pallida (R. Br.) S.W.L. Jacobs
- Chionochloa pungens (Cheeseman) Zotov
- Chionochloa rigida (Raoul) Zotov
  -     - Chionochloa rigida subsp. amara Connor
    - Chionochloa rigida subsp. rigida
- Chionochloa rubra Zotov
  -     - Chionochloa rubra subsp. cuprea Connor

  - Chionochloa rubra var. inermis Connor
    - Chionochloa rubra subsp. occulta Connor
    - Chionochloa rubra subsp. rubra

  - Chionochloa rubra var. rubra
- Chionochloa spiralis Zotov
- Chionochloa teretifolia (Petrie) Zotov
- Chionochloa vireta Connor